# 小行星5940
小行星5940（5940 Feliksobolev）是一颗绕太阳运转的小行星，为主小行星带小行星。该小行星于1981年10月8日发现。

## 轨道参数
小行星5940的轨道半长轴为3.0376750 UA，离心率为0.104。